# Deutsch-ecuadorianische Beziehungen
Die Deutsch-ecuadorianischen Beziehungen bestehen seit dem Jahre 1922. Sie haben im 21. Jahrhundert ihren Schwerpunkt in den Bereichen  Entwicklungszusammenarbeit, Umweltpolitik, Handel und Investitionen sowie Duale Ausbildung.

## Geschichte
Im Jahre 1802 besuchte der Forscher Alexander von Humboldt mit seinem Reisegefährten Aimé Bonpland Ecuador und bestieg den Chimborazo.  In der zweiten Hälfte des 19. Jahrhunderts besuchte auch der Vulkanologe Wilhelm Reiß das Land. Im Jahre 1870 wurde der deutsche Jesuit Theodor Wolf zum Professor für Geologie und Mineralogie an der Universidad Central del Ecuador berufen, nach dem der Vulkan Wolf auf den Galápagosinseln benannt wurde. Im selben Jahr komponierte der Deutsch-Ecuadorianische Komponist Antonio Neumane die Melodie Salve, Oh Patria, welche 1886 zur Nationalhymne Ecuadors wurde. 1922 eröffnete das Deutsche Reich eine diplomatische Vertretung in Ecuador. Nach der Machtübernahme von Adolf Hitler in Deutschland nahm Ecuador zwischen 1933 und 1945 knapp 3000 bis 4000 jüdische Flüchtlinge und Verfolgte des NS-Regimes auf. Zu den Migranten zählten Wenzel Goldbaum, Vera Kohn und Karl Kohn. Im Zweiten Weltkrieg brach Ecuador 1942 die Beziehungen zu Deutschland ab und erklärte den Achsenmächten am 2. Februar 1945 den Krieg, was allerdings höchstens noch symbolische Bedeutung hatte.
Nach dem Ende des Zweiten Weltkriegs nahm Ecuador 1952 Beziehungen mit der Bundesrepublik Deutschland auf, die eine Gesandtschaft in Quito eröffnete, welche drei Jahre später in eine Botschaft umgewandelt wurde. In den 1960er Jahren nahm die BRD die Entwicklungszusammenarbeit mit dem Land auf. 1961 ließ sich die deutsche Pädagogin Rebeca Wild in Ecuador nieder, wo sie die nichtdirektive Erziehung begründete. 1965 eröffnete die Deutsche Demokratische Republik eine Handelsvertretung in Ecuador und nach dem Ende der Hallstein-Doktrin wurden 1973 offizielle Beziehungen zwischen beiden Ländern etabliert. Im April 1979 kam der CDU-Politiker Franz-Lorenz von Thadden bei einem Flugzeugunfall in Ecuador ums Leben, wo er Entwicklungsprojekte inspizierte.
Nach der deutschen Wiedervereinigung bezog Ecuador 2001 ein neues Botschaftsgebäude. 2019 besuchte Bundespräsident Frank-Walter Steinmeier bei einem Staatsbesuch Ecuador, um den 250. Geburtstag von Alexander von Humboldt zu feiern und traf sich dabei mit Staatspräsident Lenín Moreno.

## Wirtschaftlicher Austausch
Deutschland ist innerhalb der Europäischen Union einer der wichtigste Handelspartner Ecuadors. Das Gesamtvolumen des Handels mit Ecuador belief sich im Jahr 2021 auf 1,0 Milliarden Euro, womit Ecuador den 80. Platz in der Rangliste der deutschen Handelspartner belegt. Deutsche Exporte nach Ecuador betrugen 2021 530 Millionen Euro, Einfuhren aus Ecuador 495 Millionen Euro.
Die Deutsch-Ecuadorianische Industrie- und Handelskammer besteht seit 1977. Im Jahre 2017 unterzeichnete Ecuador mit der Europäischen Union ein Handelsabkommen.

## Entwicklungszusammenarbeit
Die Deutsche Gesellschaft für Internationale Zusammenarbeit bzw. ihre Vorgängergesellschaften ist seit 1962 in Ecuador aktiv. Nach einer Unterbrechung wurde die bilaterale Entwicklungszusammenarbeit im September 2017 wieder aufgenommen. Die Entwicklungshilfe an Ecuador hat den Schwerpunkt „Umwelt und natürliche Ressourcen, Biodiversität und Waldschutz“, „Frieden und gesellschaftlicher Zusammenhalt, Good Governance und Migration“ sowie „Klima, nachhaltige Stadtentwicklung und Mobilität“. Für 2020/21 lagen die deutschen Hilfen bei 121 Millionen Euro.

## Kulturbeziehungen
In Quito besteht ein Goethe-Zentrum und in der Stadt Guayaquil besteht seit 1956 ein Deutsch-Ecuadorianisches Kulturzentrum. In Ecuador gibt es drei deutsche Schulen in den Städten Quito, Guayaquil und Cuenca. Studentenaustausch und die Zusammenarbeit im Hochschulwesen wird über den Deutschen Akademischen Austauschdienst koordiniert.

## Militär
Deutsche Rüstungsunternehmen lieferten an Ecuador verschiedene Waffen, darunter Leopard 1-Panzer (2009), Pistolen (2009) und Schnellboote (1999).

## Diplomatische Standorte
- Deutschland hat eine Botschaft in Quito.[8]
- Ecuador hat eine Botschaft in Berlin und ein Konsulat in Hamburg.[9]